# Financial One
Financial One — первое и единственное профессиональное издание в России про инвестиции для обычных людей на российских и международных финансовых рынках.
Идея создания журнала принадлежит известному российскому финансисту Анатолию Гавриленко. Первый номер журнала вышел в апреле 2007 года. До 2012 года выпускался под брендом F&O — Futures&Options — «Фьючерсы и Опционы».
С 2018 года FO развивается как интернет-СМИ, обновление новостного ресурса происходит ежедневно. На сайте fomag.ru размещаются материалы на тему инвестиций и финансовых инструментов, рекомендации по покупке ценных бумаг от ведущих брокерских домов России, а также на сайте удобно читать ленту Reuters.
За время существования журнала редакцию возглавляли известные финансовые журналисты Александр Патрикеев, Антон Вержбицкий, Константин Полтев. Сегодня редакцию журнала возглавляет Иван Шлыгин.
Financial One входит в топ — 20 рейтинга финансовых СМИ «Медиалогии» — авторитетное издание среди аудитории финансистов, инвесторов и бизнесменов.

## Ссылка
Интернет-сайт журнала